# Lacul Florica
Lacul Florica este un lac glaciar situat în Parcul Național Retezat din Munții Retezat (Carpații Meridionali, România), la o altitudine de 2090 m. Este al treilea lac în traseul lacurilor înșirate. Dimensiunile lacului variază, lățimea este de la 10 la 70 m, iar lungimea este de 200 m. Este alimentat de două izvoare care se află în partea vestică a lacului. Are o suprafața de peste un hectar și o adâncime maximă de șase metri.
Se află în imediata apropiere a Lacului Viorica, de care este despărțit de o cascadă de aproximativ 20 de metri.